# Viktorija Čmilytė-Nielsen
Viktorija Čmilytė-Nielsen (rojena Čmilytė), litovska političarka in šahovska velemojstrica (GM), * 6. avgust 1983, Šiauliai, Sovjetska zveza.
Od leta 2015, ko je za Liberalno gibanje v Sejmu zamenjala Remigijusa Šimašiusa, je stalna članica Sejma, od 14. novembra 2024 podpredsednica parlamenta. Leta 2019 je postala vodja opozicije, kasneje istega leta pa je bila izvoljena za predsednico Liberalnega gibanja. Stranko je popeljala na parlamentarne volitve leta 2020, kjer so osvojili 13 sedežev. Med letoma 2020 in 2024 je bila predsednica Sejma.

## Zgodnje življenje in izobrazba
Viktorija Čmilytė se je rodila v Šiauliaiju. Šah je začela igrati pri šestih letih, treniral jo je njen oče Viktor Ivanovič Čmil (Viktoras Čmilis), aktivni rezervni oficir KGB-ja ruske narodnosti in vodja šahovskega kluba v Šiauliaiju. Po končanem šolanju se je preselila v Rigo in se vpisala na Fakulteto za humanistične vede na Latvijski univerzi. Leta 2007 je diplomirala iz angleške filologije.

## Šahovska kariera
Čmilytė je na začetku šahovske kariere treniral njen oče. Leta 1993 je zmagala na evropskem mladinskem šahovskem prvenstvu v kategoriji deklic do 12 let, pozneje pa je leta 1995 v isti kategoriji zmagala na svetovnem mladinskem šahovskem prvenstvu.
Leta 2000 je pri šestnajstih letih zmagala na ženskem in mešanem državnem prvenstvu Litve, ki je potekalo v Vilni. Na slednjem je po tiebreakih premagala velemojstre Dariusa Ruželeja, Viktorja Gavrikova in Aloyzasa Kveinysa ter mednarodna mojstra Vaidasa Sakalauskasa in Vytautasa Šlapikasa. Čmilytė je mešano prvenstvo ponovno osvojila leta 2005 v svojem rodnem mestu in sicer z boljšim tiebreakom od Šarūnasa Šulskega.
Leta 2000 je na evropskem prvenstvu mladink do 20 let v Asturiji zasedla drugo mesto za Jovanko Housko. Leta 2001 je bila na prvem mestu lestvice FIDE med ženskami. Istega leta je zmagala na turnirju Corus Reserve Group v Wijk aan Zeeju.
Čmilytė je leta 2003 (Silivri), 2008 (Plovdiv) in 2010 (Rijeka) osvojila srebrno medaljo na evropskem posamičnem prvenstvu za ženske, leta 2007 pa je zmagala na ženskem evropskem prvenstvu v pospešenem šahu. Leta 2010 ji je bil podeljen naslov velemojstrice (GM), saj je pridobila zahtevane norme na šahovskem festivalu v Gibraltarju leta 2008, evropskem ekipnem prvenstvu leta 2009 in evropskem posamičnem prvenstvu za ženske leta 2010. Leta 2011 je osvojila zlato medaljo na evropskem posamičnem prvenstvu za ženske.
Čmilytė je prvič nastopila na ženskem svetovnem prvenstvu v šahu leta 2000, ko je prišla do tretjega kroga. Leta 2004 jo je v četrtfinalu premagala nekdanja svetovna ženska prvakinja Maja Čiburdanidze. Leta 2006 se je uvrstila v polfinale, kjer je izgubila proti kasnejši drugouvrščeni Alisi Galliamovi. Leta 2008 in 2010 je izpadla v drugem krogu, leta 2010 in 2015 pa v tretjem.

### Ekipna tekmovanja
Čmilytė je igrala za litovsko ekipo na šahovski olimpijadi 2010 (odprt del tekmovanja), ob drugih priložnostih pa je sodelovala na ženskih šahovskih olimpijadah, kjer je na prvi deski osvojila dve posamični zlati medalji, prvo v Carigradu leta 2000 (9½/12) in drugo v Calvii leta 2004 (8½/11). Pri trinajstih letih si je prvič prislužila mesto v ekipi (v Erevanu, 1996), pri petnajstih (Elista, 1998) pa je igrala na prvi deski in v vsaki partiji prispevala točko.
Igrala je tudi v švedski šahovski ligi in v Frauenbundesliga (ženska bundesliga) v Nemčiji, kjer je bila članica ekipe OSC Baden Baden.

## Politična kariera

### Parlament
Čmilytė-Nielsen je v politiko vstopila leta 2015 kot članica Liberalnega gibanja. Potem ko je Remigijus Šimašius odstopil iz Sejma, da bi prevzel funkcijo župana Vilne, je Čmilytė-Nielsen prevzela njegovo poslansko mesto.
Leto zatem je bila Čmilytė-Nielsen izbrana, da na parlamentarnih volitvah 2016 kandidira z Liberalnim gibanjem kot kandidatka na listi stranke na državni ravni. Na volitvah je bila v parlament uspešno izvoljena in začela delovati v odboru za evropske zadeve in odboru za človekove pravice. V tem mandatu v parlamentu je Čmilytė-Nielsen začela pridobivati vse večji vpliv in ugled v stranki ter tako v letih 2017 in 2018 postala namestnica predsednika parlamentarne skupine Liberalnega gibanja, pozneje pa od leta 2018 tudi predsednica parlamentarne skupine. Leta 2019 je bila izbrana za vodjo opozicije v Sejmu in postala tiskovna predstavnica in vodja parlamentarnih skupin, ki nasprotujejo takratni Skvernelisovi vladi. Pozneje je odstopila s položaja vodje opozicije, kjer jo je nadomestil Julius Sabatauskas, vendar je bila septembra 2019 izvoljena za predsednico Liberalnega gibanja.

### Liberalno gibanje
Kot predsednica stranke je imela Čmilytė-Nielsen nalogo voditi Liberalno gibanje na parlamentarnih volitvah 2020, na katerih je stranka osvojila 13 sedežev. Po potrditvi volilnih rezultatov se je izkazalo, da bo verjetno oblikovana koalicija med Liberalnim gibanjem, Stranko svobode in zmagovalci volitev Unijo domovine. Koalicija je za svojo kandidatko za predsednico vlade predlagala Ingrido Šimonytė, Čmilytė-Nielsen pa naj bi skupaj z Šimonytijevo in voditeljico Svobodnjaške stranke Aušrine Armonaitė postala ena od treh glavnih vodij prihodnje vlade, s čimer bi sledili zgledu finskega kabineta Sanne Marin, katere vlado so prav tako vodile ženske. 9. novembra je bila podpisana koalicijska pogodba med Unijo domovine, Liberalnim gibanjem in Stranko svobode.
12. novembra je bila Čmilytė-Nielsen predlagana za predsednico Sejma, po pričakovanjih pa naj bi jo kot vodja parlamentarne skupine Liberalnega gibanja nasledil Eugenijus Gentvilas. Naslednji dan je bila s 106 glasovi izvoljena za predsednico in tako postala tretja ženska na tem položaju, kjer je ostala do 14. novembra 2024 odkar opravlja vlogo podpredsednice parlamenta 14. Sejma.

## Zasebno življenje
Poleg materne litovščine tekoče govori angleško, rusko in špansko.
Čmilytė se je leta 2001 poročila z latvijsko-španskim šahovskim velemojstrom Alexejem Shirovom in se leta 2007 ločila. Leta 2013 se je poročila z danskim šahistom, velemojstrom Petrom Heinom Nielsenom. Ima štiri otroke.

## Priznanja in nagrade

### Priznanja

#### Državna priznanja
- Lithuania: Viteški križ reda litovskega velikega kneza Gediminasa[29]
- Lithuania: Viteški križ reda za zasluge za Litvo[7]

#### Tuja priznanja
- Taiwan: Medalja časti za parlamentarno diplomacijo[30]
- Ukraine: 2. razred reda kneza Jaroslava Modrega[31]